# Aristotel Stamatoiu
Aristotel Stamatoiu (6 octombrie 1929 - 28 martie 2016) a fost șeful serviciilor secrete din România în perioada 1 decembrie 1984 - 6 ianuarie 1990. 

## Biografie
Născut la 6 octombrie 1929, în comuna Scoarța, județul Gorj, Aristotel Stamatoiu își finalizează studiile liceale la Tg. Jiu (1949) după care urmează cursurile Facultății de Comerț și Cooperație din cadrul Institutului de Studii Economice și Planificare din București (1949-1952). Aristotel Stamatoiu a fost membru de partid din 1959.  Aristotel Stamatoiu a fost membru în CC al PCR.
În anul 1972 era colonel, adjunct al șefului Direcției a III-a - Contraspionaj - a Securității. A fost înaintat la gradul de general-maior (cu o stea) în 21 august 1979 și a îndeplinit apoi funcția de șef al Direcției a III-a Contraspionaj (în 1981). A fost numit la 12 aprilie 1982 în funcția de secretar de stat la Ministerul de Interne, înaintat la gradul de general-locotenent (cu 2 stele) în 23 august 1984 și însărcinat la 1 decembrie 1984 ca șef al Centralei de Informații Externe, din cadrul Direcției Securității Statului.
În urma acestor avansări, a fost transferat în 25 februarie 1985 din funcția de secretar de stat la Ministerul de Interne în funcția de adjunct al ministrului de interne, pe care a îndeplinit-o până în 6 ianuarie 1990, când, ca urmare a schimbării regimului comunist prin Revoluția din decembrie 1989, a fost eliberat de această ultimă însărcinare și trecut în rezervă cu gradul de general-locotenent.

## Distincții
- Medalia „Pentru servicii deosebite aduse în apărarea orînduirii de stat” (12 august 1959) „pentru contribuția activă la întărirea regimului democrat-popular”[9]